# マーク・フォースター
マーク・フォースター（Marc Forster、1969年1月27日 - ）は、ドイツ出身の映画監督である。

## 略歴
ドイツ・バイエルン州ノイ＝ウルム郡イッラーティッセンでドイツ人医師の父ヴォルフ・フォースター（Wolf Forster）とスイス人建築家の母ユーリ・フォースター（Ulli Forster）の間に3人兄弟の末っ子として生まれ、スイス・グラウビュンデン州ダボスで育てられた。
彼が幼い頃、家族でスイスに引っ越している。彼の家族が、テロ組織ドイツ赤軍の前身であるバーダー・マインホフ・グルッペのブラックリストに載っていることを知っての行動である。
スイスでは素朴な生活を送っていた。12歳でフランシス・フォード・コッポラの『地獄の黙示録』を観て熱中し、映画監督を将来の夢とした。
1990年に20歳で渡米した。ニューヨーク大学で3年間映画制作を学び、幾つかのドキュメンタリー映画を制作した。1995年にはハリウッドへ引越し、『Loungers』と言う名前の実験的な低予算映画（$10,000）を撮影、Slamdance Audience Awardを受賞。
1998年、長兄ヴォルフガング（Wolfgang）が自殺。
2000年には、初作品『Everything Put Together』がサンダンス映画祭でGrand Jury Prizeにノミネートされる。
2004年の『ネバーランド』でゴールデングローブ賞などの監督賞にノミネートされた。

## フィルモグラフィ
- Loungers (1995) 監督・脚本
- Everything Put Together (2000) 監督・脚本
- チョコレート Monster's Ball (2001) 監督
- ネバーランド Finding Neverland (2004) 監督・出演（クレジット無し）
- スウェー★ニョ Sueño (2005) 製作
- ステイ Stay (2005) 監督
- 主人公は僕だった Stranger Than Fiction (2006) 監督
- 君のためなら千回でも The Kite Runner (2007) 監督
- 007 慰めの報酬 Quantum of Solace (2008) 監督
- LX Forty (2009) 短編映画、監督・製作・脚本
- マシンガン・プリーチャー Machine Gun Preacher (2011) 監督・製作
- ディス/コネクト Disconnect (2012) 製作総指揮
- ワールド・ウォーZ World War Z (2013) 監督
- かごの中の瞳 All I See Is You (2016) 監督・製作・脚本
- 神の日曜日 Come Sunday (2018) 製作総指揮
- プーと大人になった僕 Christopher Robin (2018) 監督
- オットーという男 A Man Called Otto (2022) 監督
- Thomas & Friends(TBA) 監督

## 参照
1. ↑  a conversation with 21 directors